# Beez in the Trap
"Beez in the Trap" là một ca khúc của nữ ca sĩ hip hop người Mỹ Nicki Minaj hợp tác với nam ca sĩ nhạc rap 2 Chainz. Ca khúc được chọn làm đĩa đơn thứ ba từ album phòng thu thứ hai của cô Pink Friday: Roman Reloaded, với hai đĩa đơn trước đó là "Starships" và "Right by My Side". Nó đã lọt vào bảng xếp hạng Billboard Hot 100 tại vị trí thứ 48 và vị trí thứ 7 tại bảng xếp hạng nhạc rap của Mỹ. Video âm nhạc cho ca khúc được phát hành trên YouTube vào đầu tháng 4 năm 2012.

## Video âm nhạc
Video âm nhạc chính thức cho "Beez in the Trap" được bắt đầu quay vào 18 tháng 3 tại Miami, 2012 và được đạo diễn bởi Benny Boom. Video này, với sự góp mặt của 2 Chainz được phát hành vào ngày 6 tháng 4 trên tài khoản VEVO YouTube của cô. Đến tháng 7 năm 2012, video đã nhận được hơn 50 triệu lượt xem.

## Biểu diễn
Minaj biểu diễn ca khúc lần đầu tiên trên 106 & Park vảo 3 tháng 4 năm 2012, cùng với "Champion", "Roman Reloaded", "Right by My Side", "HOV Lane", "I Am Your Leader", và "Fire Burns". Cô cũng biểu diễn "Beez in the Trap" tại 2012 BET Awards cùng với 2 Chainz. Ngoài ra, vào 23 tháng 4 năm 2012, cô cũng biểu diễn ca khúc tại Radio 1's Hackney Weekend.

## Đội ngũ sản xuất
Phần thực hiện của "Beez in the Trap" được lấy từ phần ghi chú trong sách ảnh của Pink Friday: Roman Reloaded.
Thu âm
- Thu âm tại Conway Studios ở Los Angeles, California.

Thực hiện
- Nicki Minaj – viết lời, hát chính
- 2 Chainz – viết lời, hát chính
- Kenoe – sản xuất, viết lời
- Ariel Chabaz – thu âm, phối nhạc
- Finis White – thu âm
- Jon Sher – trợ lý thu âm, phối nhạc
- Brian "Big Bass" Gardner – chỉnh âm

## Xếp hạng
| Bảng xếp hạng (2012)                     | Vị trí cao nhất |
| ---------------------------------------- | --------------- |
| Ireland (IRMA)                           | 74              |
| Anh R&B (Official Charts Company)        | 32              |
| Anh (Official Charts Company)            | 131             |
| Hoa Kỳ Billboard Hot 100                 | 48              |
| Hoa Kỳ Hot R&B/Hip-Hop Songs (Billboard) | 7               |
| Hoa Kỳ Hot Rap Songs (Billboard)         | 7               |

## Lịch sử phát hành
| Quốc gia | Ngày                | Định dạng               |
| -------- | ------------------- | ----------------------- |
| Mỹ       | 24 tháng 4 năm 2012 | Đài phát thanh đô thị   |
| Mỹ       | 29 tháng 5 năm 2012 | Đài phát thanh Rhythmic |